# Scotiazetes danos
Scotiazetes danos är en kvalsterart som först beskrevs av Valerie M. Behan-Pelletier och Rjabinin 1991.  Scotiazetes danos ingår i släktet Scotiazetes och familjen Ceratozetidae. Inga underarter finns listade i Catalogue of Life.